# Torrent de la Gittaz
Nant des Lotharets
Ne doit pas être confondu avec Nant des Lautarets.
Le torrent de la Gittaz ou Nant des Lotharets est un torrent de France situé en Savoie, dans les massifs du Beaufortain et du Mont-Blanc.

## Géographie
Prenant sa source sur l'adret du col des Fours, il passe au pied du col de la Croix du Bonhomme, du col du Bonhomme et du col de la Sauce en traversant le vallon de la Sausse. Il quitte ce dernier en franchissant de courtes gorges entre les aiguilles de la Pennaz au nord et les roches Merles au sud et par lesquelles passe le chemin du Curé pour déboucher au Plan de la Gittaz. Juste en aval, il se jette dans le lac de la Gittaz puis, une fois franchi le barrage, se dirige vers le Doron de Beaufort dans lequel il se jette aux Fontanus.

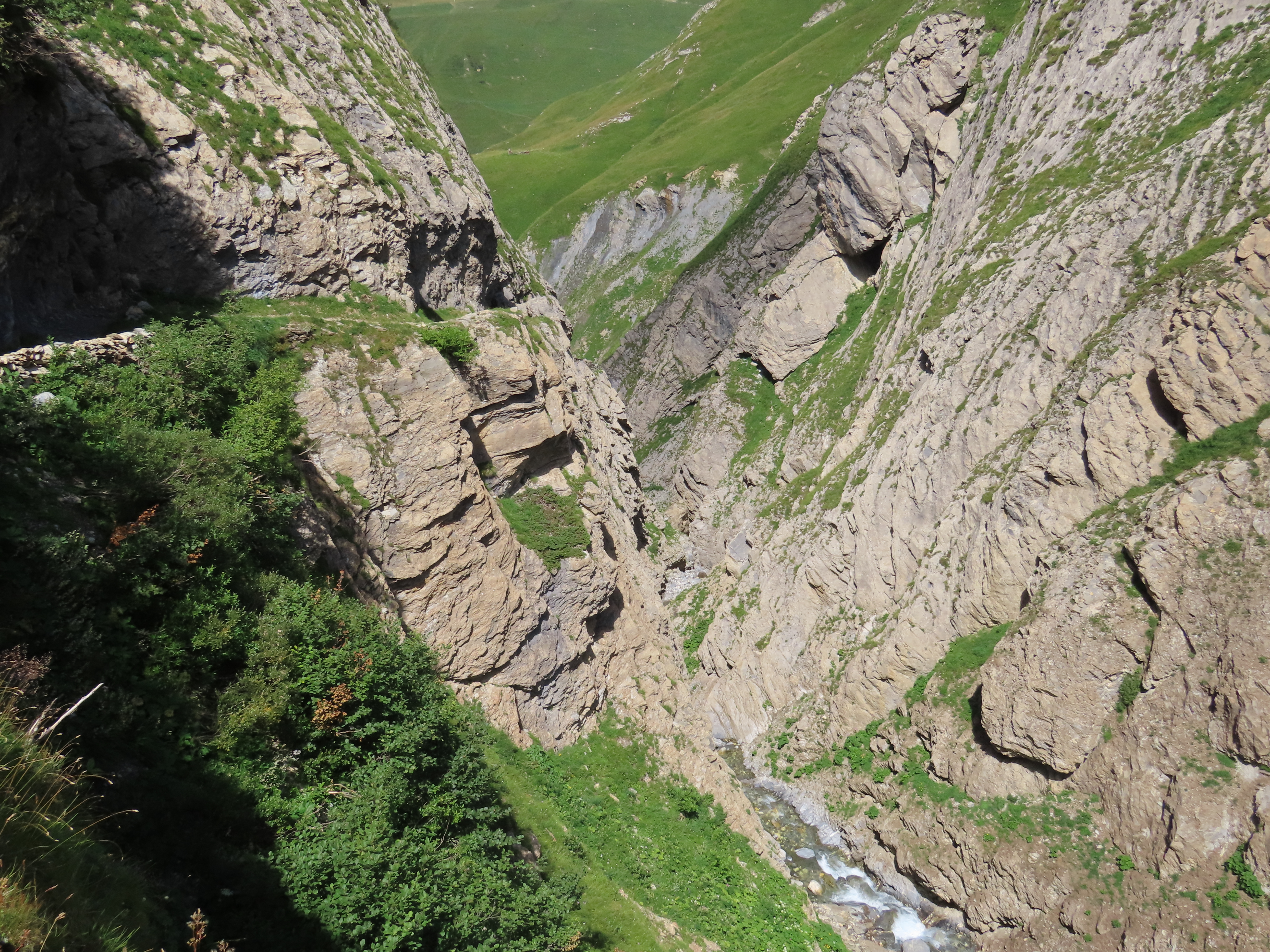
Le torrent de la Gittaz au niveau du chemin du Curé, entre les aiguilles de la Pennaz à droite et les roches Merles à gauche.

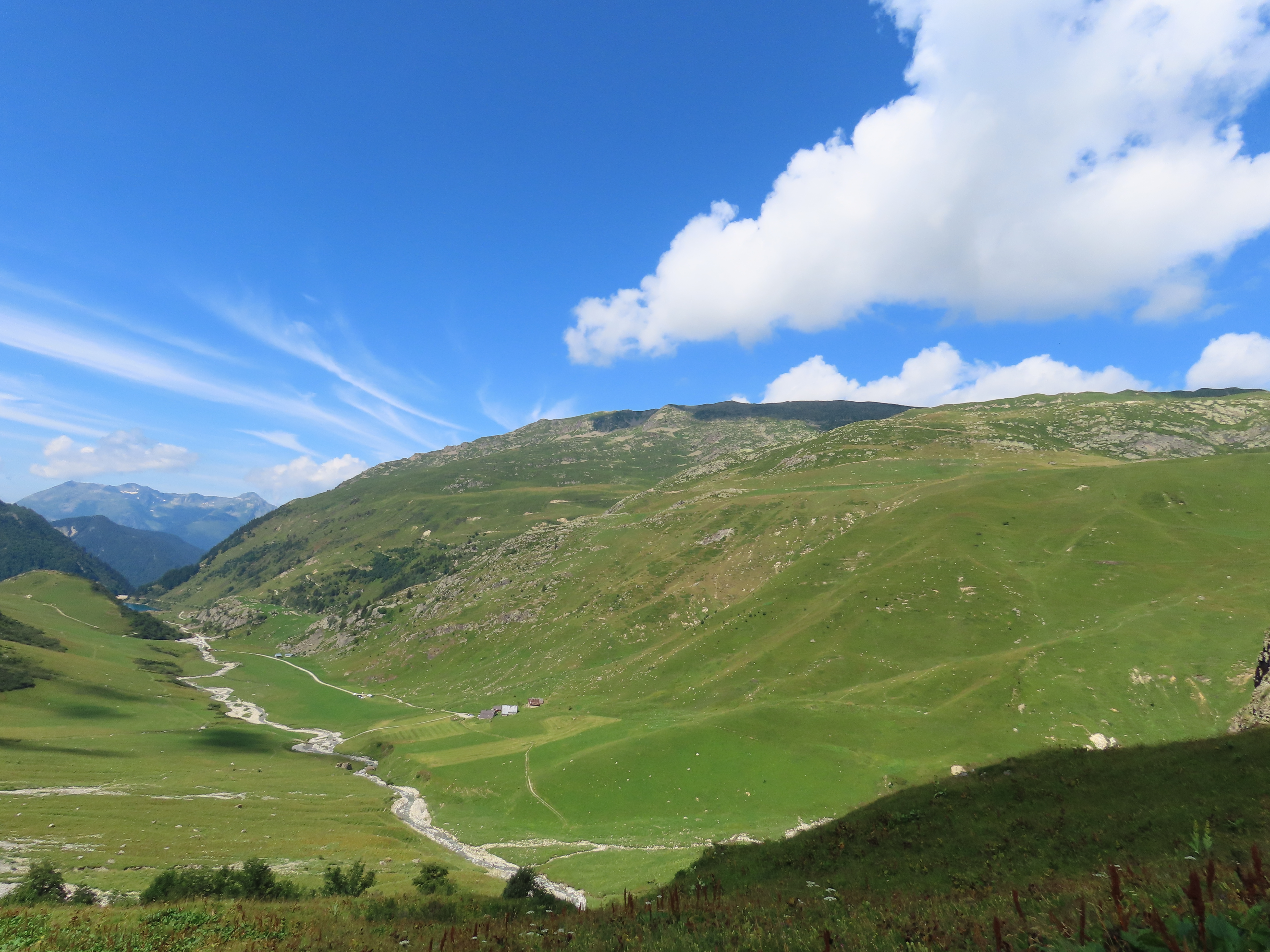
Le torrent de la Gittaz traversant le Plan de la Gittaz en direction du lac de la Gittaz, au pied des rochers des Enclaves.